# Caladomyia adalberti
Caladomyia adalberti är en tvåvingeart som beskrevs av Sawedal 1981. Caladomyia adalberti ingår i släktet Caladomyia och familjen fjädermyggor. Inga underarter finns listade i Catalogue of Life.